# Harold Smith
Harold S. Smith (Ontario, Kalifornia, 1909. február 19. – La Jolla, Kalifornia, 1958. március 5.) amerikai műugró, az 1928-as és az 1932-es olimpiák résztvevője. 1932-es Los Angeles-i olimpián a 10 méteres számban olimpiai elsőséget szerzett, míg a 3 méteres számban második lett.